# Kókai Sándor
Kókai Sándor (Makó, 1961. június 7.) magyar geográfus, egyetemi tanár. A földrajztudományok kandidátusa (1988).

## Életpályája
Szülei: Kókai József és Hódi Ilona. 1980–1985 között a József Attila Tudományegyetem földrajz-történelem szakos hallgatója volt. 1985–1986 között a sátoraljaújhelyi Kossuth Lajos Gimnázium pedagógusa volt. 1986–1988 között a kunszentmártoni József Attila Gimnáziumban oktatott. 1988-tól a Bessenyei György Tanárképző Főiskola földrajz tanszékén dolgozik, főiskolai tanár.
Kutatási területe a történelmi földrajz, valamint a népesség- és településföldrajz.

## Művei
- Két kontinens között egy ország: Indonézia I-II. (1990)
- A dél-alföldi városok hierarchia-rendszere és vonzáskörzetei az 1850-es években (Nyíregyháza, 1996)
- Bihar vármegye vonzásközpontjai a XIX. század közepén (Nyíregyháza, 1997)
- Az Alföld vonzásközpontjai és -körzetei a 19. század közepén (1999)
- Peru legszebb tájai (1999)
- Kárpátalja: a Nyírségi Földrajzi Napok előadásai (Nyíregyháza, 1998)
- A Marosszög történeti földrajza (2000)
- A Bánát népességföldrajzi jellemzői és sajátossága a XIX. század közepétől napjainkig (2002)
- Sátoraljaújhely térszerkezeti helyének változásai a XIX-XX. században (2003)
- A Bánát helye és szerepe a Kárpát-medence földrajzi munkamegosztásában (2008)